# Застава оружје
Застава оружје је фабрика која производи оружје. Производни погони су лоцирани у Крагујевцу у централној Србији. Фабрика је основана 1853. године, као 
Тополивница. Запошљава 2.079 радника. Фабрика производи цивилно и војно наоружање и опрему. У саставу фабрике налази се музеј Стара ливница.

## Историја
Године 1851. Тополивница се сели из Београда у Крагујевац. Већ 1853. су изливене прве топовске цеви, чиме је Кнежевина Србија обезбедила сопствену производњу оружја и опреме. Посао је организовао Француз Лубри, који је образовао и прве домаће кадрове. Лубри је изливао батерију топова шестофунташа, а након његовог одласка 1854, ливницу преузима Милутин Јовановић, који ће лити и дванаестофунташе.
Тополивница остварује брз напредак, у овој фабрици први пут налазе примену парне машине. 
Пред Други светски рат, фабрика је имала око дванаест хиљада запослених и десет хиљада машина, постаје прави индустријски гигант.
Застава наставља свој развој и производи сада већ моделе као што су М-48 и  М70.

## Цивилни програм
Ваздушне пушке
- Застава VP97
- Застава GP45
- Застава М56 4,5mm

Ловачки карабини:
- Lovački karabin M70
- ЛК М85
- ЛК М48
- Застава М808
- Застава M07 Match

Малокалибарске пушке:
- Застава MP 22 / MP 22 N
- Застава MP 17 / MP 17 N
- Застава MP 22 Fullstock
- Застава MP 17 Fullstock

Полуаутоматски карабини:
- Застава PAP
- Застава M2010

Пиштољи:
- Застава ЕЗ9/ЕЗ40
- Застава ЦЗ999
- Застава CZ999 Compact
- Застава M88
- Застава M88A
- Застава M57
- Застава M57A
- Застава M70A
- Застава M70AA
- Застава M70 (пиштољ)

Револвери:
- Застава Магнум 357

## Војни програм
Аутоматске пушке:
- Застава M05
- Застава M21
- Застава М70
- Застава М90
- Застава М92

Пушкомитраљези:
- Застава M72
- Застава M77
- Застава М84

Митраљези:
- Застава M84
- Застава M86
- Застава M87
- Застава М02 "Којот"
- Застава M07

Снајперске пушке:
- Застава M76
- Застава M91
- Застава M93 Црна Стрела
- Застава М12 Црно Копље[2]

Аутоматски бацачи граната:
- Застава М93 (БГА)

Потцевни бацачи граната:
- PBG 40 mm M70
- PBG-40 mm